# Johannes van Vloten

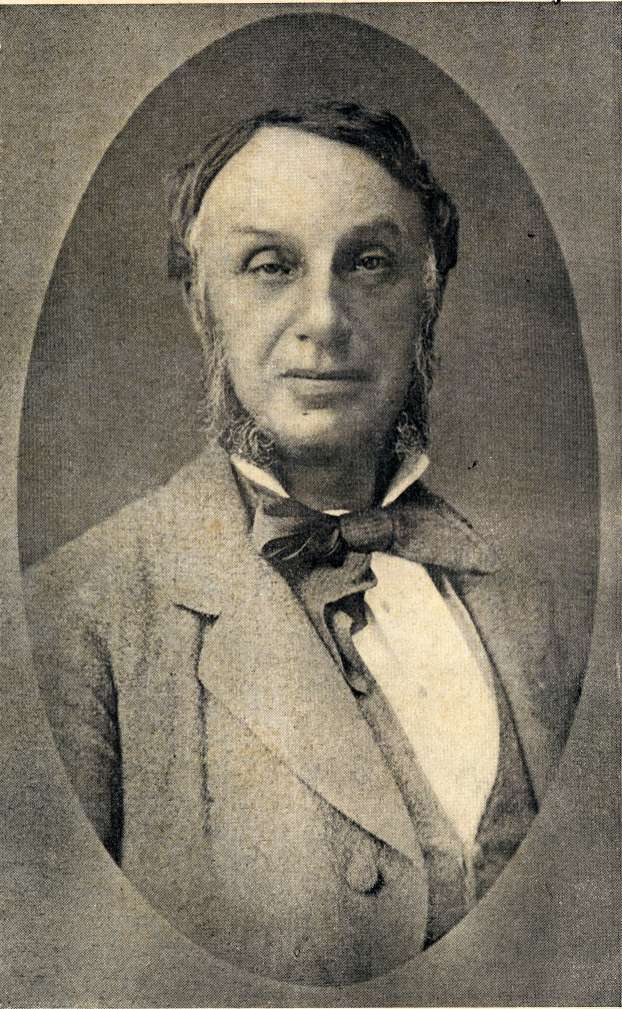
Johannes van Vloten

Johannes van Vloten (* 18. Januar 1818 in Kampen, Niederlande; † 21. September 1883 in Haarlem) war ein niederländischer Schriftsteller und Historiker.

## Leben
Johannes van Vloten studierte Theologie und Philosophie an der Universität Leiden und bekam nach erfolgreicher Beendigung dieses Studiums eine Anstellung als Lehrer am Gymnasium in Rotterdam. 1846 kehrte er aber nach Leiden zurück, wo er acht Jahre amtlos lebte.
1854 heiratete er Johanna Elisabeth van Gennep, mit der er sieben Kinder hatte. Sein ältester Sohn Willem van Vloten war später ein Ingenieur im Hüttenwesen. Ebenfalls 1854 nahm Johannes van Vloten einen Ruf als Professor für niederländische Sprache und Literatur an das Athenäum in Deventer an. Ab 1867 gab er dieses Amt auf und ließ sich als freier Schriftsteller in Bloemendaal bei Haarlem, später in Haarlem selbst nieder. Dort starb er im Alter von 65 Jahren am 21. September 1883.
Johannes van Vlotens literarisches Schaffen umfasst ein breites Spektrum. Große Anerkennung fanden seine Werke über niederländische Geschichte. Daran reihen sich die für die niederländische Kulturgeschichte wichtigen Biographien Paschier de Fyne naar zijn leven en geschriften (Herzogenbusch 1853) und Baruch d'Espinoza (Amsterdam 1852). Um die niederländische Literatur machte Johannes van Vloten sich verdient durch Textausgaben und literaturhistorische Arbeiten. Kontrovers diskutiert wurde seine Doppelbiographie der Parteigänger des Prinzen von Oranien, Willem und Onno Zwier van Haren. Aber auch seine Pamphlete gegen die herrschende Orthodoxie wurden diskutiert. Zusammen mit Jan Pieter Land fungierte er 1882 als Herausgeber einer zweibändigen Werkausgabe Baruch Spinozas.

## Werke (Auswahl)
- Montigny’s leven en dood in Spanje. Amsterdam 1853.
- Leidens belegering en ontzet. Leiden 1854.
- Nederlands opstand tegen Spanje. 3 Bände, Haarlem und Schiedam 1858-72.
- Middelburgs beleg en overgang. Middelburg 1874.
- Baruch d’Espinoza. Amsterdam 1852; 2. Aufl. Schiedam 1871.
- Beknopte geschiedenis der nederlandsche letteren. 2. Auflage. Tiel 1871.
- Leven en werken van Willem en Onno Zwier van Haren. Deventer 1871.
- Nederlands schilderkunst. 1873.
- Elisabeth Wolff. Haarlem 1880.
- Nederlandsche aesthetika. 3. Auflage. 1882.